# 55

55(오십오)는 54보다 크고 56보다 작은 자연수다.

## 수학
- 합성수로, 그 약수는 1, 5, 11, 55다. 진약수의 합은 17이므로, 55는 부족수다.
  - 19번째 반소수다. 앞의 반소수는 51, 다음 반소수는 57이다.
- 10번째 피보나치 수다. 앞의 피보나치 수는 34, 다음은 89다.
- 4번째 카프리카 수다. 앞의 카프리카 수는 45, 다음은 99다.

{\displaystyle 55^{2}=3025}이며, {\displaystyle 30+25=55}이므로 55는 카프리카 수다.
- {\displaystyle 55=1+2+3+4+5+6+7+8+9+10}
  - 10번째 삼각수로, 1부터 10까지의 모든 자연수를 더하면 55가 된다. 앞의 삼각수는 45, 다음은 66이다.
- 5번째 칠각수다. 앞의 칠각수는 34, 다음은 81이다.
- {\displaystyle 55=1^{2}+2^{2}+3^{2}+4^{2}+5^{2}}
  - 5번째 사각뿔수로, 5 이하의 모든 자연수의 제곱합이다. 앞의 사각뿔수는 30, 다음은 91이다.
  - 연속하는 자연수 5개의 제곱합으로 나타낼 수 있는 가장 작은 수이며, 이 성질을 지닌 다음 수는 90이다.
- 회문수다.

## 과학·기술
- 세슘(Cs)의 원자번호.
- 인터렉티브 시스템사의 그래픽 프로그래밍 언어 ISI 그래픽 랭귀지의 포트 번호.

## 교통
- 고속도로
  - 중앙고속도로의 노선 번호.
  - 주간고속도로 제55호선: 루이지애나주 라플레이스에서 일리노이주 시카고까지 이어지는 미국의 주간고속도로.
  - 유럽 고속도로 55호선: 스웨덴 헬싱보리에서 그리스 칼라마타까지 이어지는 유럽 고속도로.

- 국도 제55호선
  - 일본 55번 국도: 도쿠시마현 도쿠시마시에서 고치현 고치시까지 이어지는 일본의 국도.
  - 미국 55번 국도 (폐지)

- 기타 도로
  - 현도 제55호선

## 군사
- 소련의 정찰기 미야시셰프 M-55의 제식 번호.
- U-55: 독일의 군용 잠수함. 제1차 세계 대전에 사용된 1916년제 모델(영어판)과 제2차 세계 대전에 사용된 1939년제 모델(영어판)이 있다.

## 문화유산
- 대한민국의 국보 제55호: 보은 법주사 팔상전
- 대한민국의 보물 제55호: 봉정사대웅전 (해제)[a]
- 대한민국의 사적 제55호: 영주 소수서원

## 방송
- 가나
  - 아그야파 TV(Agyapa TV)의 채널 번호.

- 나이지리아
  - KIX TV의 채널 번호.

- 대한민국
  - 스카이라이프의 GTV 채널 번호.
  - 지니 TV의 골프앤PBA 채널 번호.
  - B tv의 JTBC4 채널 번호.
  - U+ TV의 아시아M 채널 번호.
  - LG헬로비전의 캐치온2 채널 번호.
  - B tv 케이블의 채널A플러스 채널 번호.
  - KT HCN의 펀TV 채널 번호.

## 기타
- 날짜: 5월 5일
- 연도: 55년, 기원전 55년
- 캘리포니아주의 선거인단은 55명이다.

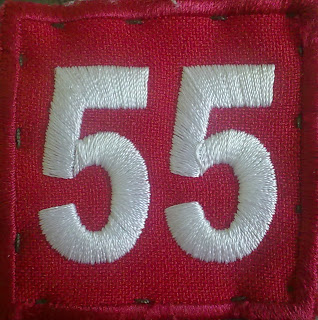

- 중국은 한족과 55개의 소수민족으로 구성되어 있다.
- 55년 체제

## 내용주
1. ↑  국보 제311호로 승격되었다.